# Années 440 av. J.-C.
Les années 440 av. J.-C. couvrent les années de 449 av. J.-C. à 440 av. J.-C.

## Événements
- Vers 450-400 av. J.-C. : époque de la Tène ancienne Ib. Les Boïens et les Lingons arrivent en Italie du Nord[1].
- 449-448  av. J.-C. : paix de Callias[2].

- 449 av. J.-C. : début de la construction du temple d’Héphaïstos à Athènes[3].
- 448 av. J.-C. : deuxième guerre sacrée[4].
- Vers 448-402 av. J.-C. : activité du poète tragique Agathon à Athènes[5].
- Vers 448-445 av. J.-C. : apogée de la carrière d'Alcamène, sculpteur athénien, selon Pline l’Ancien[6].
- 447-432 av. J.-C. : construction du Parthénon[7]. Les créations artistiques majeures de la démocratie athénienne de 450 à 410 av. J.-C. marquent l’apogée de la période « classique » en Grèce.
- 446-445 av. J.-C. : Athènes et Sparte signent un traité de paix de trente ans obligeant Athènes à retirer ses troupes des territoires appartenant à la Ligue du Péloponnèse (Nisaia, Pégai, Trézène et l’Achaïe). Fin de la Première guerre du Péloponnèse[8].
- 445 av. J.-C. : début de la reconstruction de Jérusalem par les Juifs[9].

Carte du monde décrit par Hérodote dans son Enquête

- Vers 445 av. J.-C. : séjour probable de l’historien grec Hérodote à Athènes[10]. Entre 445 et 430 av. J.-C., il rédige ses Histoires, ouvrage également appelé l’Enquête[11]. Il décrit comment les Scythes de l’Ukraine scalpent leurs ennemis et gardent leurs chevelures en trophées (cet usage est prouvé par le crâne ravagé d’un des chefs de Pazyryk, dans l’Altaï, Ve siècle av. J.-C.[12]) et utilisent le crâne de leurs victimes pour en faire des coupes à boire[13]. Il mentionne les Celtes, dont il a eu sans doute connaissance dans un voyage qu’il a fait sur les bords de la mer Noire[14]. Il serait le premier à faire allusion au Tibet lorsqu’il parle dans ses écrits d’une région du Haut Indus où vivent des fourmis chercheuses d’or[15].

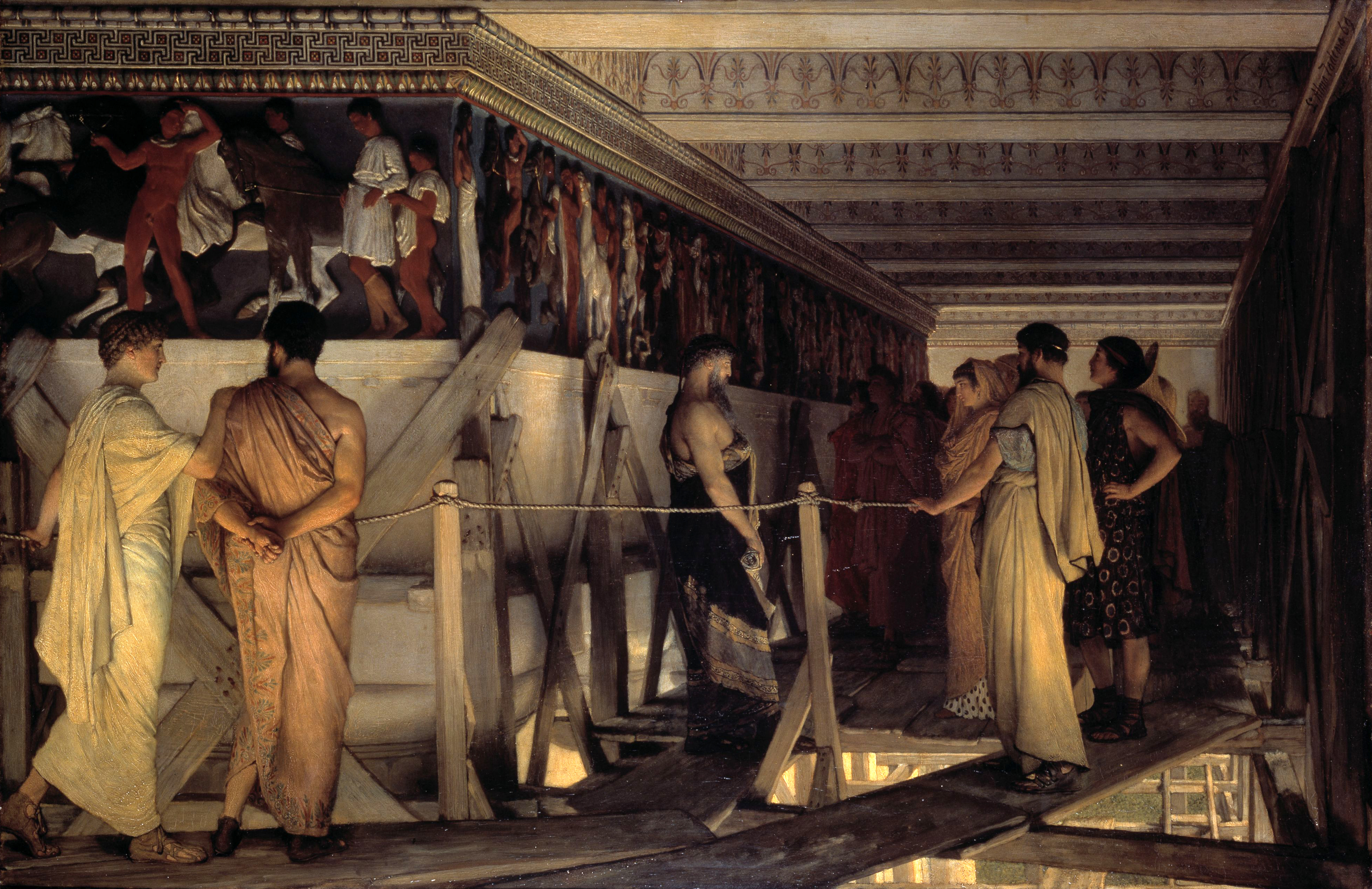
Phidias montrant la frise du Parthénon à ses amis, toile de Lawrence Alma-Tadema, 1868

- 445-438 av. J.-C. : Phidias sculpte la frise des Panathénées, sur le Parthénon[16].

- 444-443  av. J.-C. : fondation de la colonie panhellénique de Thourioi en Italie, pour remplacer Sybaris, sur proposition de Périclès[17]. Les Corinthiens réagissent à cette colonisation qui menace leurs intérêts.

## Personnages significatifs
- Esdras.
- Néhémie.
- Périclès.
- Thucydide.
- Sophocle.